# Pologne au Concours Eurovision de la chanson 2025
 (avril 2025).
Motif : Cf. Discussion:France au Concours Eurovision de la chanson 2025/Admissibilité et Discussion:Finlande_au_Concours_Eurovision_de_la_chanson_2025/Admissibilité
- Archive Wikiwix
- Bing
- Cairn
- DuckDuckGo
- E. Universalis
- Gallica
- Google
- G. Books
- G. News
- G. Scholar
- Persée
- Qwant
- (zh) Baidu
- (ru) Yandex
- (wd) trouver des œuvres sur Wikidata

| 1. | Préciser le motif de la pose du bandeau. | Précisez le motif de la pose du bandeau en utilisant la syntaxe suivante : {{admissibilité à vérifier\|date=mai 2025\|motif=remplacez ce texte par le motif}}                                                          |
| 2. | Informer les utilisateurs concernés.     | Pensez à avertir le créateur de l'article, par exemple, en insérant le code ci-dessous sur sa page de discussion : {{subst:avertissement admissibilité à vérifier\|Pologne au Concours Eurovision de la chanson 2025}} |

La Pologne est l'un des trente-sept pays participants du Concours Eurovision de la chanson 2025, qui se tient du 13 au 17 mai 2025 à Bâle en Suisse.

Le pays est représenté par Justyna Steczkowska, avec sa chanson Gaja.

## Sélection
La Pologne confirme le 8 novembre 2024 sa participation à l'Eurovision 2025, et annonce par la  même occasion avoir recours à une sélection nationale télévisée pour sélectionner son représentant et sa chanson.

### Format
Les chansons inscrites à la compétition ont été passées en revue par un panel de quinze professionnels de l'industrie musicale nationale, qui ont d'abord pré-sélectionné vingt-cinq chansons pour une audition, tenue le 19 décembre 2024 à Varsovie. Finalement, le panel a retenu dix finalistes et deux chansons de réserve parmi celles pré-sélectionnées. Le diffuseur TVP se réserve également le droit d'attribuer jusqu'à trois wildcards à des chansons qui n'auraient pas été retenues lors des étapes précédentes,.
La finale en elle-même se déroule ensuite en une seule soirée, où le public polonais décide seul des résultats. Elle est diffusée le vendredi 14 février 2025 en direct des studios de TVP, et est animée par Artur Orzech (en), Michał Szpak, accompagnés d'Aleksandra Budka et de Grzegorz Dobek.

La soirée est retransmise sur TVP 2 et TVP Polonia, ainsi que sur Internet avec TVP VOD et sur la chaîne YouTube officielle de l'Eurovision, avec des commentaires en anglais.

### Participants
La période de candidatures commence le 8 novembre 2024 pour se terminer le 8 décembre, après une prolongation de quatre jours. Les candidats devaient avoir seize ans révolus à la date du 1er mai 2025 et être citoyens polonais (dans le cas des groupes, seul le chanteur principal était concerné par cette règle). À l'issue de cette période, 224 chansons ont été soumises.
La liste des participants est révélée par TVP le 14 janvier 2025. À l'origine, Sara James était censée en faire partie, avant de se retirer avant l'annonce officielle des finalistes. Elle a été remplacée par Janusz Radek. De plus, Teo, qui n'avait pas été retenu en raison de problèmes de nationalité entre-temps résolus, a rejoint la sélection le 3 février 2025.
- Chanson retirée
- Chanson de réserve sélectionnée
- Chanson gagnante

| Artiste             | Titre          | Langue            | Paroles (p) & musique (m)                                                                                              |
| ------------------- | -------------- | ----------------- | --- |
| Chrust              | Tempo          | Polonais          | Krzysztof Falkowski (m), Dariusz Mrozek, Karol Konop, Małgorzata Oleszczuk (p&m)                                       |
| Daria Marx          | Let It Burn    | Anglais           | Fredrik Moller, Maria Broberg, Peter Boström (p&m)                                                                     |
| Dominik Dudek       | Hold the Light | Anglais           | Dominik Dudek, Teodora "Teya" Špirić, Tom Oehler (p&m)                                                                 |
| Janusz Radek        | In Cosmic Mist | Anglais           | Janusz Radek (p&m) |
| Justyna Steczkowska | Gaja           | Polonais, anglais | Dominic Buczkowski-Wojtaszek (m), Emilian Waluchowski, Justyna Steczkowska, Patryk Kumór (p&m)                         |
| Kuba Szmajkowski    | Pray           | Anglais           | Joakim Andersson, William Naesh (m), Angelino Markenhorn, Tom Martenssson (p&m)                                        |
| Marien              | Can't Hide     | Anglais           | Amelia Komosińska, Maria Nieszpaur (p), Magdalena Wójcik (p&m)                                                         |
| Sara James          | Tiny Heart     | Anglais           | Michael Burek, René Miller, Sara James                                                                                 |
| Sonia Maselik       | Rumours        | Anglais           | Adam Związek, Aleksandra Smoczyńska, Juliusz Kamil Kuźnik (p), Paweł Tetłak, Susie Jakubowski (m), Sonia Maselik (p&m) |
| Sw@da & Niczos      | Lusterka       | Podlachien        | Wiktor Szczygieł (m), Nika Jurczuk (p&m)                                                                               |
| Teo                 | Immortal       | Anglais           | Jakub Krupski (m), Jeremi Sikorski, Teo Tomczuk (p&m)                                                                  |
| Tynsky              | Miracle        | Anglais           | Chloe Copoloff, Francis Karel (p), Radosław Bieńkuński (m), Tomasz Kamiński (p&m)                                      |

Chansons de réserve
| Artiste      | Chanson        | Langue  | Auteur(s)          |
| ------------ | -------------- | ------- | ------------------ |
| Janusz Radek | In Cosmic Mist | Anglais | Janusz Radek (p&m) |
| –            | –              | –       | –                  |

#### Finale
La finale est diffusée le vendredi 14 février 2025.
- Première place
- Deuxième place
- Troisième place
- Dernière place

| Ordre | Artiste             | Titre          | Score   | Place |
| ----- | ------------------- | -------------- | ------- | ----- |
| 1     | Chrust              | Tempo          | 5,92 %  | 4     |
| 2     | Kuba Szmajkowski    | Pray           | 3,98 %  | 5     |
| 3     | Justyna Steczkowska | Gaja           | 39,32 % | 1     |
| 4     | Tynsky              | Miracle        | 1,46 %  | 9     |
| 5     | Daria Marx          | Let It Burn    | 0,8 %   | 11    |
| 6     | Sw@da & Niczos      | Lusterka       | 23,69 % | 2     |
| 7     | Janusz Radek        | In Cosmic Mist | 3,84 %  | 7     |
| 8     | Marien              | Can't Hide     | 1,39 %  | 10    |
| 9     | Teo                 | Immortal       | 3,91 %  | 6     |
| 10    | Sonia Maselik       | Rumours        | 1,7 %   | 8     |
| 11    | Dominik Dudek       | Hold the Light | 13,94 % | 3     |

C'est donc Justyna Steczkowska qui représentera la Pologne à l'Eurovision 2025 avec sa chanson Gaja, trente ans après sa première participation en 1995.

## À l'Eurovision
La Pologne participe à la première partie de la première demi-finale, le mardi 13 mai 2025. Le pays parvient à se qualifier, finissant 7e sur 15 avec 85 points, et participe à la finale du 17 mai. Lors de la finale, le pays se classe 14e sur 26 participants, obtenant 156 points.